# گورمردان تیغ‌آب
گورمردان تیغ اب، روستایی از توابع بخش مرکزی شهرستان خاش در استان سیستان و بلوچستان ایران است.

## جمعیت
این روستا در دهستان کارواندر قرار دارد و براساس سرشماری مرکز آمار ایران در سال ۱۳۸۵، در حال حاضر دارای نزدیک به 100 خانوار جمعیت دارد(تا سال 1395 شمسی)